# Schronisko na Przełęczy Wyszkowskiej

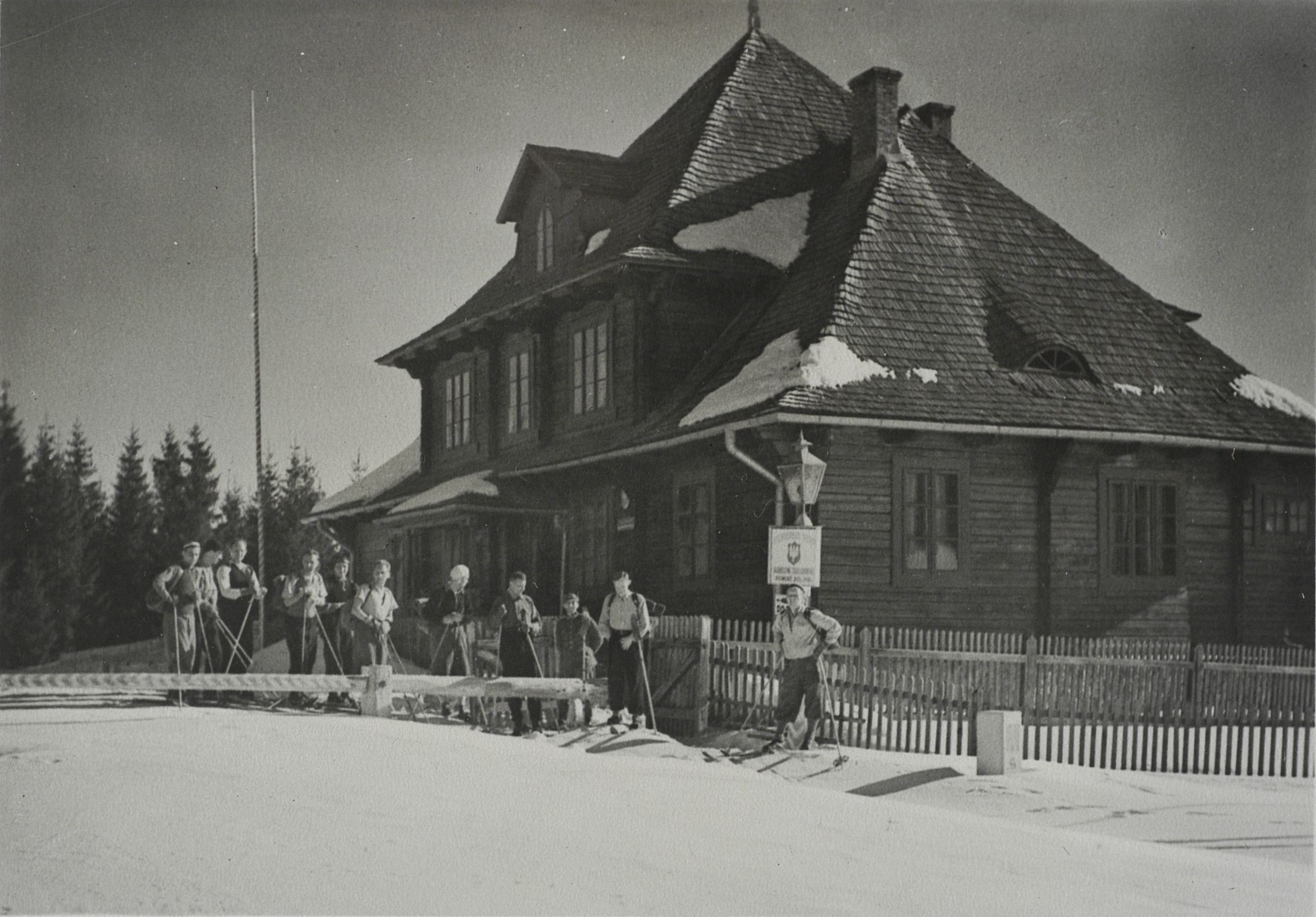
Budynek Straży Granicznej, w którym przed 1935 zlokalizowana była stacja turystyczna PTT

Schronisko PTT na Przełęczy Wyszkowskiej – nieistniejące obecnie schronisko turystyczne Oddziału Lwowskiego Polskiego Towarzystwa Tatrzańskiego. Położone było na granicy Bieszczadów a Gorganów na wysokości 940 m n.p.m., w bezpośrednim sąsiedztwie granicy polsko-czechosłowackiej (w 1939 polsko-węgierskiej).

## Historia
Oddział Lwowski PTT w 1932 roku utworzył na Przełęczy Toruńskiej (w ówczesnej polskiej nomenklaturze zwanej Przełęczą Wyszkowską) stację turystyczną, którą zlokalizowano w budynku miejscowej placówki Straży Granicznej. Oferowała nocleg dla sześciu osób – cztery miejsca na łóżkach i dwa na siennikach.
Plany budowy na przełęczy oddzielnego, zagospodarowanego schroniska ogłoszono na Zjeździe Karpackim w Wiśle w maju 1935 r. Obiekt położony przy drodze kołowej, naprzeciw budynku straży granicznej, wystawiono jeszcze w tym samym roku, do czego wydatnie przyczyniła się dotacja z Wydziału Turystyki Ministerstwa Komunikacji. Autorem planów był architekt Tadeusz Solecki, który zaprojektował także inne schroniska Oddziału Lwowskiego PTT (w Świcy, w Mołodzie, na Ruszczynie). Budynek na Przełęczy Wyszkowskiej został oddany do użytku w połowie grudnia 1935 roku, choć nie był wówczas jeszcze w pełni wykończony. Docelowo miał oferować 25–30 miejsc noclegowych (16 prycz i 9 sienników; według innych danych 15 łóżek i 10 sienników bądź 28 noclegów).
W kolejnych latach z różną intensywnością kontynuowano prace wykończeniowe i uzupełniano wyposażenie budynku. W 1937 roku zabezpieczono fundamenty, wykończono ganek, postawiono budynek gospodarczy itp. Na 1939 rok przewidziano dodatkowo m.in. wykonanie studni, jednak brak jest informacji, czy prace te zakończyły się powodzeniem. Schronisko uległo zniszczeniu w czasie II wojny światowej.

## Szlaki turystyczne
Schronisko było punktem wypadowym dla wycieczek w zachodnie Gorgany i wschodni skraj Bieszczadów.
- Główny Szlak Karpacki
  - ku zachodowi na Czarną Repę (1288 m n.p.m.) przez Szczołb (1143 m n.p.m.), a dalej w kierunku schroniska na Kazanowcu,
  - ku wschodowi na Gorgan Wyszkowski (1443 m n.p.m.) przez Magurę (1107 m n.p.m.), Załom (1290 m n.p.m.), a dalej w kierunku schroniska w dolinie Świcy,
- bez znaków na Menczył (1454 m n.p.m.) przez wieś Wyszków, Bahonkę (1339 m n.p.m.) oraz Pusty Wierch (1358 m n.p.m.).
- bez znaków na Wielki Gurgulat (1437 m n.p.m.),
- bez znaków na Horodyszcze Wielkie (1377 m n.p.m.)[1][3][13][14][15].